# Vignoble et vins du Sud-Ouest (France)
Le vignoble du Sud-Ouest est la quatrième région viticole française (en volume de production), constituée du bassin viticole du Sud-Ouest et de la partie périgourdine du bassin viticole de l'Aquitaine (le vignoble de Bordeaux n'en fait pas partie), sur 13 départements de l'Aveyron au Pays basque, entre Massif central et Pyrénées, avec deux vignobles en terrasses à ses extrémités (AOP Marcillac et AOP Irouléguy). Il couvre donc une partie de la région Occitanie (4 300 exploitations spécialisées) et une partie de la région Nouvelle-Aquitaine (3 960 exploitations spécialisées). Toulouse en est la capitale. Les chemins de Saint-Jacques-de-Compostelle, la Garonne et le canal du Midi sont des éléments structurants et identitaires depuis longtemps, du vignoble du Sud-Ouest.
On y produit des vins d'appellation d'origine contrôlée (AOC et AOP), des vins à Indication géographique protégée (IGP, anciennement vins de pays), des vins sans indication géographique (anciennement vins de table) ainsi que de l’armagnac (une eau-de-vie AOP) et du floc de Gascogne (un mistelle). Les vins tranquilles bénéficient de 42 dénominations d'origine : 29 AOP et 13 IGP.
En 2014, sur 47 000 hectares le vignoble produit 2 900 000 hl et commercialise 320 millions de bouteilles, dans 90 pays dans le monde : 46 % de vins rouges, 33 % de vins blancs secs, 13 % de vins rosés, 8 % de vins blancs moelleux / liquoreux / doux et 0,2 % de vins effervescents. Le chiffre d'affaires généré s'élève à 1,14 milliard d'euros. Les exportations représentent 60 % des ventes d'IGP et 18 % des ventes d'AOP. Les quelque 8 260 exploitations spécialisées génèrent 13 300 emplois.
La totalité des producteurs viti-vinicoles et négociants de la filière vins du Sud-Ouest est fédérée au sein d'interprofessions qui œuvrent en synergie : Interprofession des Vins du Sud-Ouest France (IVSO), Union Interprofessionnelle des Vins de Cahors (UIVC) et Interprofession des Vins de Bergerac et Duras (IVBD). Le Conseil de bassin viticole Sud-Ouest encadre et oriente la filière, en s'appuyant notamment sur les deux premières interprofessions et le CRINAO Sud-Ouest.

## Histoire

### Origine ampélographique
Dans le vignoble du Sud-Ouest sont référencées 300 variétés de cépages dont plus de 130 sont autochtones. Réservoir de biodiversité viticole et de richesse aromatique, ils sont l’héritage de la géographie particulière des vignobles, des siècles de sélection opérée par les hommes et des flux sur les chemins de Saint-Jacques-de-Compostelle.
Au premier abord, la région viticole semble hétéroclite avec des vins et des cépages différents pour chaque dénomination. Toutefois selon Guy Lavignac ampélographe français, l'unité des dénominations du Sud-Ouest est très ancienne. Chaque cépage appartient à une famille plus vaste et ces familles sont communes aux appellations méridionales
L’ensemble des cépages du Sud-Ouest est rattaché à six grandes familles : les carmenets, les cotoïdes, les folloïdes, les gouais, les noiriens et les chenin. Les principaux cépages en culture aujourd’hui dans la région viticole et servant à l’élaboration des vins rouges d’appellations d’origine protégée appartiennent aux deux grandes familles des carmenets et des cotoïdes.
- Famille des Cotoïdes : cette famille serait peut-être cultivée depuis les Romains. La famille des cotoïdes, originaire pour partie du Quercy - comme en témoigne le cépage découvert vers 1850 par un dénommé Valdiguié à Puylaroque (Tarn et Garonne) qui lui a donné son nom — regroupe, outre le valdiguié, les cépages cot ou auxerrois, négrette, mérille, prunelard B et prunelard N. On la retrouve aussi plus au Sud-Ouest avec le tannat, le lauzet et le manseng noir. D'une origine commune, elle aurait essaimé dans toute la région et des mutations et sélections variétales auraient créé cette richesse génétique ; les autres régions où elle est cultivée ont importé leurs cépages du Sud-Ouest. Le nom de famille vient du plus répandu de ce groupe, le cot N. À la lumière d'analyses de tests ADN, le nom de famille aurait pu être « prunelard-oïde », vu que le cot N est issu du métissage du prunelard et de la magdeleine noire des Charentes N. Le cot est présent dans tous les vignobles au nord de la Garonne et prépondérant à Cahors. Le prunelard, quasi disparu dans les années 1970, renaît doucement à Gaillac. La négrette N, après avoir connu une grande extension au XIXe siècle, est aujourd'hui réduite à être le marqueur des vins de Fronton. Le tannat N est présent dans tous les vignobles situés au sud de la Garonne.
- Famille des Carmenets : originaire des Pyrénées occidentales et introduite d'Espagne en France dès le Moyen Âge par des pèlerins de retour de Saint-Jacques-de-Compostelle, la famille des Carmenets descend du biturica, cépage cité par Columelle, le spécialiste romain de l'agriculture. Les carmenets regroupent plusieurs cépages rouges tels que le cabernet franc, l’ardounet, la carmenère, le castets, le petit verdot, le saint macaire, le fer servadou, le cabernet-sauvignon, le merlot, ainsi que deux cépages blancs, le merlot blanc et le sauvignon. Le plus ancien semble être le cabernet franc, puisqu'on trouve sa trace dans presque tous les vignobles du Sud-Ouest avec un variabilité génétique supérieure aux autres ; les tests ADN le confirment. Croisé avec le sauvignon B, il a donné le cabernet-sauvignon N et avec la magdeleine noire des Charentes N, il est père du merlot N. Son lien de famille n'est pas encore décrypté avec le fer servadou et la carmenère, mais leur ressemblance est manifeste. Le cabernet franc, le cabernet-sauvignon et le merlot sont agréés dans presque toutes les dénominations du Sud-Ouest, des Pyrénées au Massif central et constituent la base de l'encépagement du vignoble de Bergerac.
- Famille des Folloïdes : originaire de Gascogne. De nombreux métissages ont utilisé cette famille au XIXe siècle pour sa capacité à produire de gros rendements. les folloïdes sont représentés par la folle blanche, le jurançon B, le montils et l’ondenc aux baies blanches ainsi que le jurançon noir, le canaril et le sencit aux baies rouges.

### Antiquité
Lors de l'arrivée des Romains en Aquitaine antique, le vin existait déjà ; les Gaulois cultivaient la vigne à Montans, près de Gaillac. Marchands avisés, les Gaulois emboitent le pas aux Romains et implantent la vigne partout où elle peut pousser. Confrontés au climat océanique, les Gallo-romains découvrent le biturica. Ce cépage cité par Pline est un cousin du cabernet franc, voire le cabernet lui-même. Probablement rapporté du Pays basque espagnol, il permet de planter de la vigne près de Burdigala.
Les coteaux argilo-calcaires du Sud-Ouest sont bien drainés, le climat est clément, les rivières navigables et le commerce du vin peut se mettre en place, vers Rome et le monde romain mais aussi vers l'Europe du Nord.
L'arrêt de Domitien en 92, oblige à l'arrachage de 50 % du vignoble gaulois. Il touche le vignoble gaulois avant que Caracalla en 213, puis Probus en 276 et 282 ne libèrent la culture de la vigne.

### Le Moyen Âge et l'époque moderne

#### Haut Moyen Âge
La fin de l'Empire romain perturbe un temps le commerce du vin, mais la christianisation des envahisseurs permet de reprendre un fructueux commerce. Le royaume wisigoth de Toulouse stabilise la région pendant près de trois siècles. Bon nombre de villæ continuent la viticulture, soutenue par le clergé qui a besoin de vin pour la messe.
Le commerce du vin est quasi anéanti au VIIIe siècle par les pillages des Vikings et des musulmans (installés en Espagne et en Septimanie) qui ciblent villes et monastères. Les ports se fortifient et les acheteurs potentiels ont d'autres soucis que celui de leur approvisionnement en boisson. La vie en autarcie se généralise, c'est le début de la féodalité.

#### Les vins du haut-pays
Le mariage d'Aliénor d'Aquitaine avec Henri II d'Angleterre fait entrer l'Aquitaine dans l'empire Plantagenêt. Un marché florissant du vin se développe à partir du port de Bordeaux.
Les viticulteurs bordelais obtiennent du roi Henri III d'Angleterre le privilège bordelais en 1241: les vins du haut-pays ne peuvent entrer dans le port de Bordeaux avant la Noël. À cette date, la navigation est plus difficile et de nombreux bateaux sont déjà repartis chargés. Ce privilège permet aux vignerons bordelais d'écouler leur production. Le roi de France devient suzerain de Bordeaux après la bataille de Castillon en 1453. Pour s'attacher le respect de ses nouveaux sujets, il renouvelle le privilège. C'est finalement Louis XVI qui réglera le conflit plus de cinq siècles plus tard en 1773, en mettant en place une médiation entre les viticulteurs.
Le vignoble en amont de Bordeaux, sur la Garonne, prend le nom de « haut-pays ». Vins à la qualité reconnue, ils remontent en couleur les vins de Bordeaux. L'origine géographique commence à être connue. Les vins sont nommés par le nom du port qui les expédie : Bergerac, Cahors, Moissac… ou par celui de l'expéditeur : les vins chargés au port de Rabastens prennent le nom de Gaillac puisque expédiés par l'abbaye Saint-Michel de Gaillac.
Cependant, le marché de vin de coupage sépare les vins de leur origine. Le négociant vend du bordeaux ; peu à peu, cahors ou gaillac y perdent leur identité.

#### Les pèlerinages

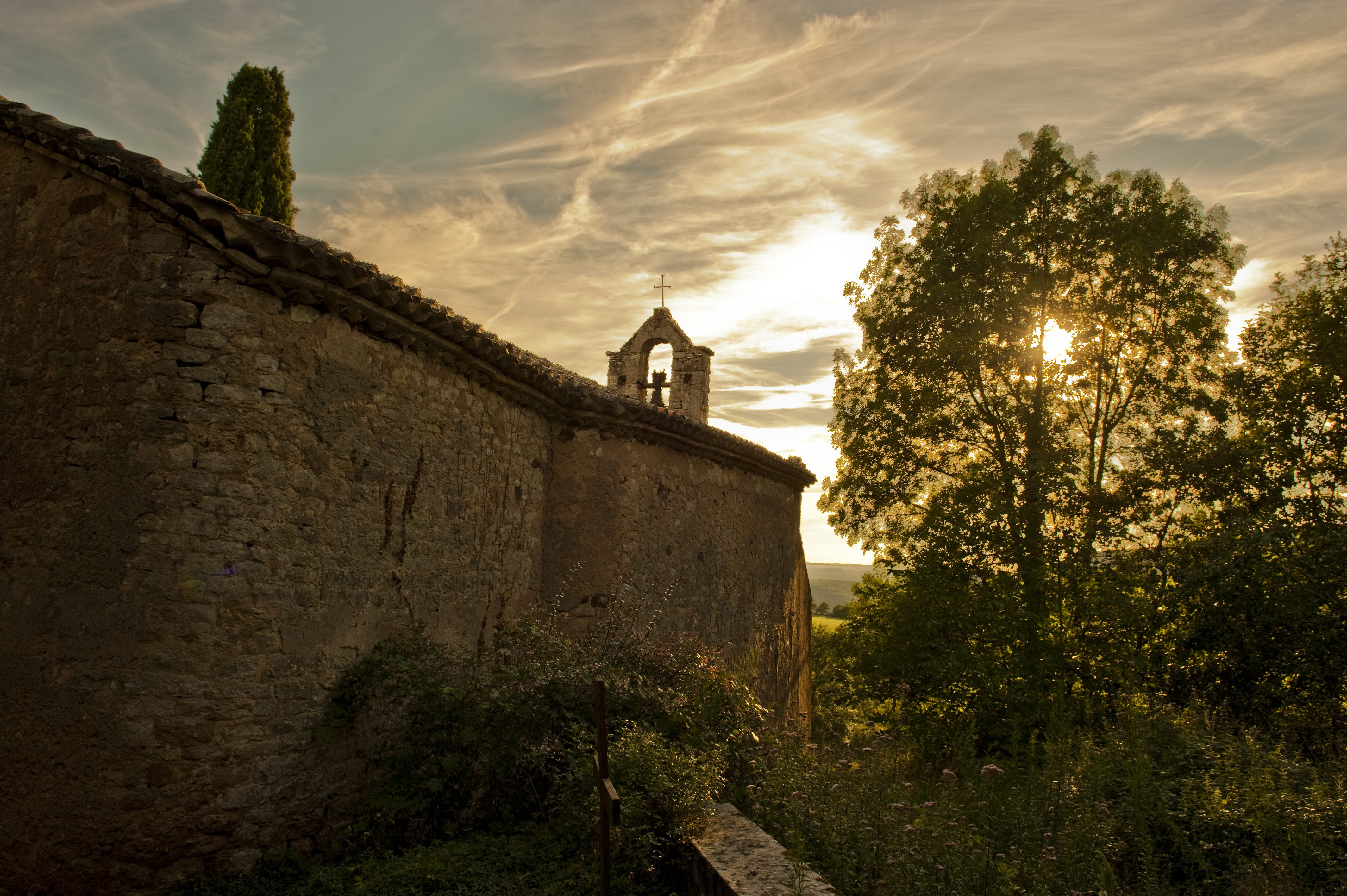
Vins du Sud-Ouest et chemins de Saint-Jacques-de-Compostelle dans le vignoble gaillacois.

Guy Lavignac accorde une grande importance aux pèlerins de retour de Saint-Jacques-de-Compostelle comme diffuseurs de cépages. Les voyageurs goûtent le vin des régions traversées et parfois rapportent des boutures pour les essayer chez eux. Ainsi, le fer servadou N gagne Gaillac et l'Aveyron, tandis que le côt N et le cabernet franc N gagnent Bordeaux puis la vallée de la Loire.

### L'époque contemporaine

#### Les vins de masse
En 1773, Louis XVI met en place une médiation entre les viticulteurs, faisant cesser le privilège bordelais. Cependant, le vignoble du Sud-Ouest n'en profite pas longtemps ; les guerres de la Révolution et de l'Empire bloquent le commerce maritime de Bordeaux. Les besoins en vin de coupage cessent, poussant les vignobles du haut-pays à chercher d'autres marchés. Celui de la classe ouvrière en plein essor n'est pas négligé mais nécessite des vins à bas prix. Pour cela, des cépages productifs sont plantés en terrain fertile. La réputation des vins en souffre.
La construction des grands réseaux de chemin de fer ouvre des marchés considérables dans le Nord de la France et de l'Europe, mais il l'ouvre également à la concurrence. Un foisonnement ampélographique se produit à cette époque. Le voyage à travers la France de Jules Guyot permet d'en avoir un aperçu. Des cépages peu productifs disparaissent, alors que d'autres sont introduits de Beaujolais (gamay N) ou du vignoble du Languedoc-Roussillon (grenache ou cinsault).

#### Le phylloxéra
L'arrivée du phylloxéra dévaste le vignoble. La seule solution est celle préconisée par Victor Pulliat : le greffage. Les vignerons ruinés doivent alors investir dans des plantations, sans réellement savoir si le remède est durable. De fait, l'arrivée du mildiou dans les années 1885 semble leur donner raison. Finalement, le greffage restera la meilleure solution durable.
À la même époque, la grave pénurie de vin pousse les Bretons et Normands à planter une pommeraie à cidre destinée à abreuver les masses populaires. Des négociants véreux essaient de diluer le vin ou même d'en fabriquer artificiellement. Ces pratiques dénoncées par les vignerons vont conduire les voisins languedociens à la révolte des vignerons de 1907.

#### LeXXesiècleet la reconquête
Durant le XXe siècle, la production de masse de vins de table permet le développement d'un grand vignoble, à partir de cépages productifs (jurançon noir N, valdiguié N, béquignol N, mérille, mais aussi hybrides producteurs directs) et dans les zones fertiles. (le causse de Cahors est abandonné) Ces éléments jettent un discrédit sur les productions de vin de qualité. De plus, la production de vin de table est plus rémunératrice que celle de vin de qualité.
Le renouveau va naître, paradoxalement, d'une nouvelle catastrophe. Le gel de 1956 anéantit une partie des vignes. Les exploitants mal structurés ou peu intéressés par la viticulture abandonnent. Seuls les plus motivés replantent. Avec l'apport technique et financier des rapatriés d'Algérie, le vignoble renaît de ses cendres. De nombreux vignobles locaux accèdent à une reconnaissance géographique : AOC puis AOP, VDQS ou vin de pays puis IGP. La restructuration des vignes s'accompagne du ré-encépagement en variétés régionales ou locales qualitatives. Des cépages améliorateurs sont introduits à bon escient : sauvignon blanc B, merlot N, syrah N ou cabernet sauvignon N.

## Le vignoble

### Situation géographique

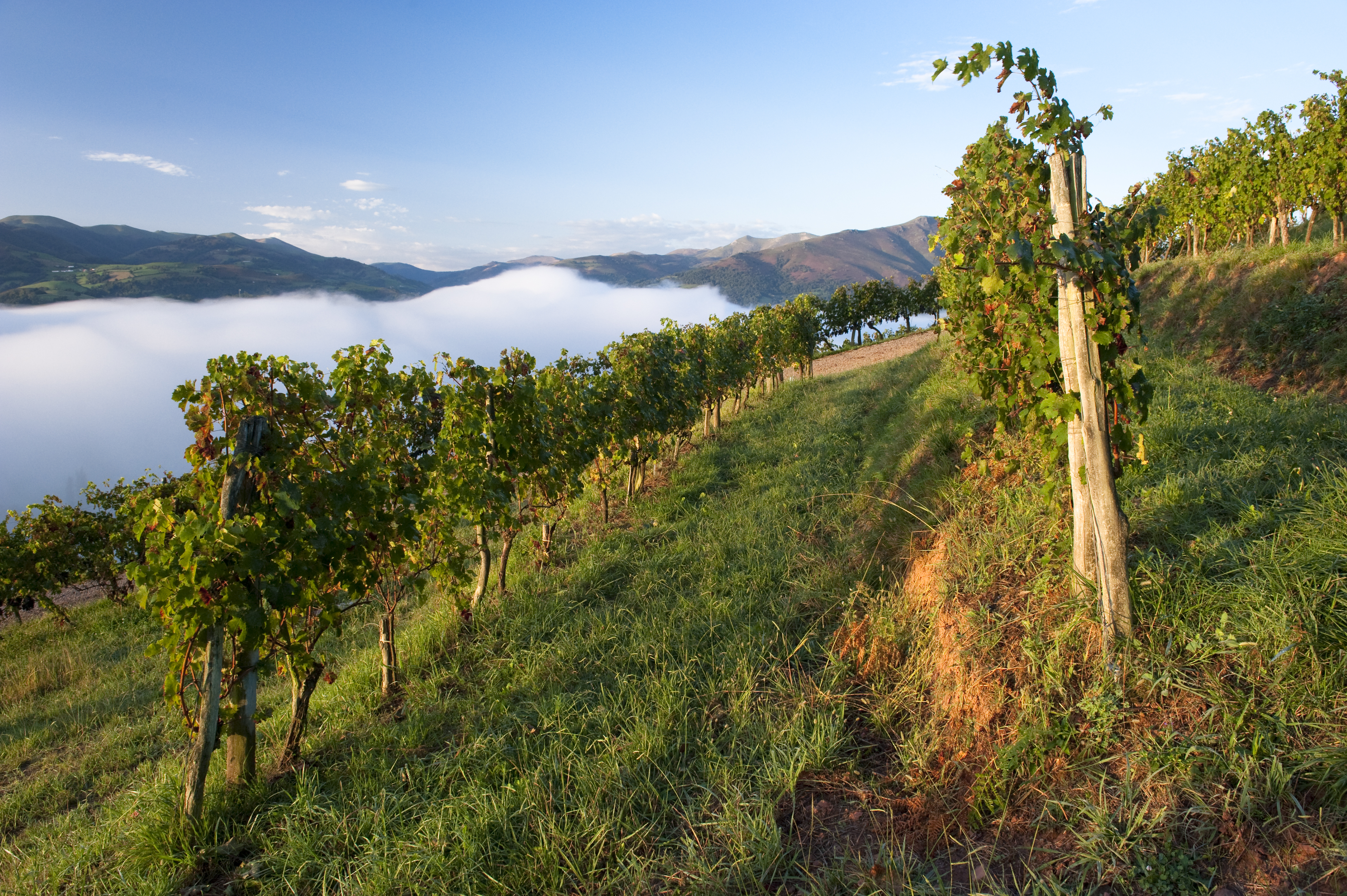
Vignoble très pentu d'Irouléguy.

Le vignoble du Sud-Ouest de la France s’étend des reliefs du Massif central aux contreforts des Pyrénées, et des berges de la Garonne aux plages atlantiques du Pays basque. C’est un vignoble composé de plusieurs sous-ensembles qu’on peut regrouper en sept entités ou sous-bassins : le piémont pyrénéen, le bassin gascon, le bassin garonnais, le bassin tarnais, la vallée du Lot, le bassin aveyronnais et le bassin périgourdin.
Des plaines fluviales aux coteaux en pente douce, des contreforts montagneux aux landes sableuses, la diversité des paysages a favorisé l’émergence de vignobles aux caractères bien différents. L’histoire n’ayant par ailleurs pas facilité l’émergence sur ces territoires de zones de grande culture, c’est ainsi que le Sud-Ouest offre une palette incroyablement riche de vignobles spécifiques.

### Climat
Les vignobles implantés à l’ouest du bassin subissent l’influence océanique tempérée, avec un climat doux et humide. Si la pluviométrie peut-être importante au printemps, l’automne est en général ensoleillé et sec.
Au nord-est prédominent les influences continentales avec des hivers plus marqués. Plus au sud, les influences méditerranéennes se font sentir avec des étés souvent chauds et secs en plaine.
Le vent d’autan, qui balaie souvent la région, a la réputation d’assainir l’atmosphère.
Sur le piémont pyrénéen, s’ajoutent aux conditions propres à l’altitude les effets du foehn, vent chaud et sec venu d’Espagne, qui peut souffler près d’un jour sur trois, notamment en automne, et qui contribue à la maturation finale des raisins.
Dans les régions où cohabitent massifs boisés et cours d’eau, apparaissent en automne des brumes matinales suivies d’après-midi ensoleillées. Ce phénomène climatique favorise l’apparition de Botrytis cinerea, un minuscule champignon à l’origine de la pourriture noble qui se développe sur les raisins.
Celle-ci augmente la concentration des sucres et donne  des vins doux ou liquoreux que l’on peut aussi obtenir par la technique du passerillage.

### Géologie et orographie

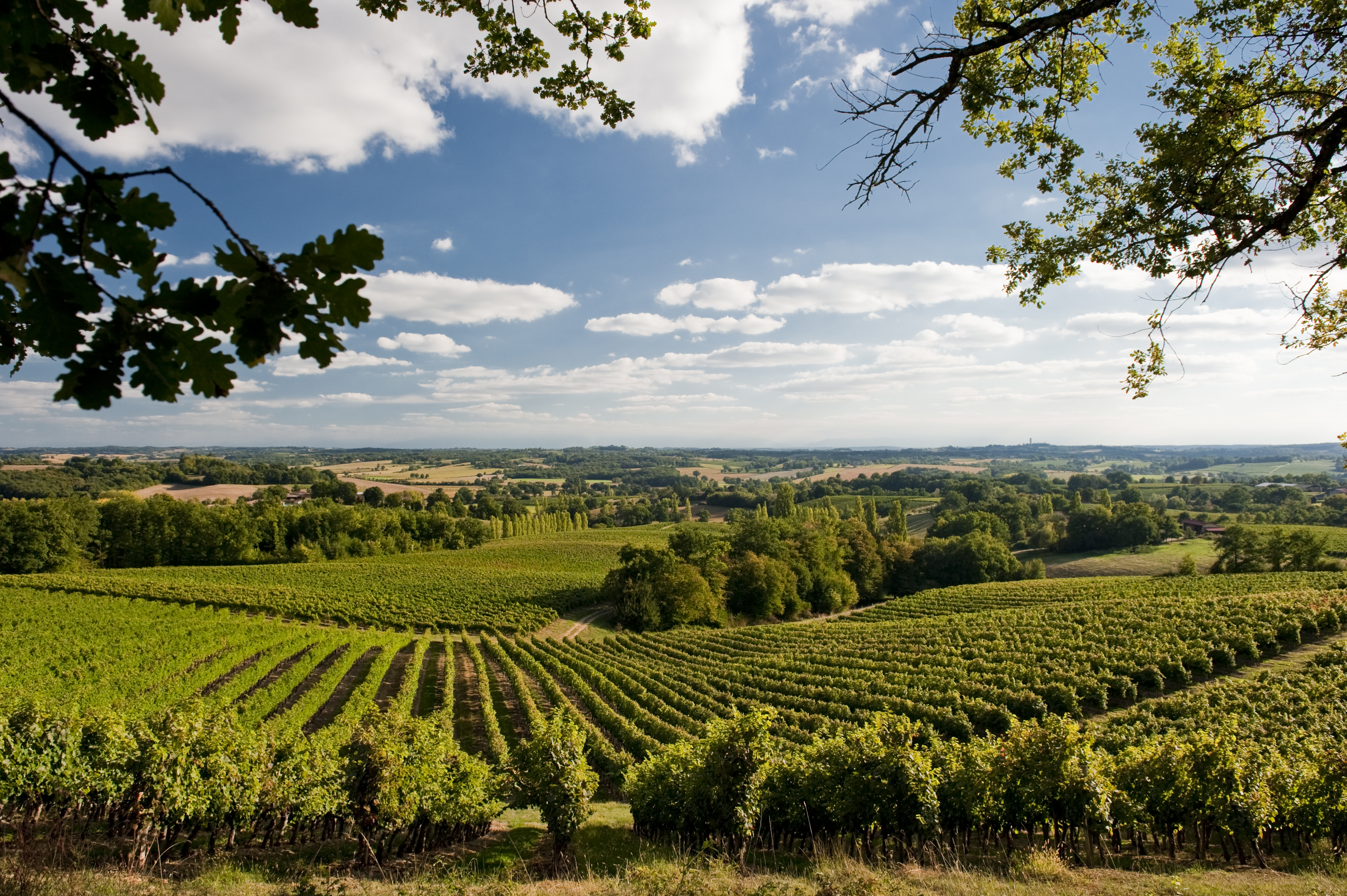
Paysage vallonné de vignes en Gascogne, dans le vignoble de Saint-Mont.

La majorité du vignoble est installée sur les terrains sédimentaires tertiaires du bassin aquitain et sur les alluvions anciennes des terrasses quaternaires. La situation des vignobles de bordure est plus variée : causses secondaires au nord, terrains primaires ou métamorphiques des contreforts du Massif central à l’est, et nature géologique complexe des piémonts pyrénéens au sud.
Cette infinie variété géologique contribue largement à la diversité des vins du Sud-Ouest. On peut identifier quelques types principaux de sols :
- les terrains sédimentaires constitués soit de molasses composées d’argile, sable et calcaire, soit de calcaires lacustres de couleur claire, soit de calcaires marins (calcaire à astéries) ;
- les terres alluviales anciennes déposées tout au long des rivières aux différentes périodes glaciaires du quaternaire en plusieurs niveaux de terrasses
- les plateaux calcaires appelés causses ;
- les flyschs, roches sédimentaires qui affleurent sur les bandes côtières des Pyrénées ;
- des sables fauves, des galets, des lœss issus de l’érosion éolienne, tout particulièrement favorables à la culture de la vigne.

Les particularités géologiques locales déterminent en partie les caractères de chaque terroir et se manifestent parfois aussi dans des termes qui leur sont propres comme les boulbènes (Gascogne), les rougiers (Aveyron), les grèzes (Dordogne), etc.
Le vignoble du Sud-Ouest est circonscrit aux limites du bassin géologique aquitain. Cette zone fut marine durant le mésozoïque[réf. nécessaire]. Du calcaire se déposa en couches épaisses, plus ou moins mêlées d'argile. Cette zone subit alors les effets de l'orogenèse alpine. Elle est alors soulevée et émerge de l'océan. La partie nord est seulement soulevée, la partie sud est aussi fortement plissée par l'érection des Pyrénées. À partir de cette phase, la roche-mère va subir l'érosion. Les cours d'eau vont creuser leur lit et amener sur la roche mère calcaire des roches détritiques arrachées aux massifs montagneux qui les a vus naître. La granulométrie des sédiments évolue des plus gros proche du relief au plus fin en aval.
Pour le vignoble du haut-pays, les roches-mères sont des roches sédimentaires calcaires et marneuses à pH supérieur à 6,5. Elles se présentent en plateaux appelés causses. Les dépôts alluviaux ont créé des terrasses de sol de nature détritique à pH plutôt acide en fond de vallée. La granulométrie varie des argiles, sables et limons délavés (boulbène) aux sables et graviers appelés graves.
Le relief a créé sous le vignoble du piémont pyrénéen, des amas plus épais de roches détritiques et de sédiments récents sur des terrains très plissés par l'orogénèse alpine. Les vignobles sont implantés sur des collines à pentes douces à fortes ou sur des terrasses de vallée fluviale.

### Encépagement

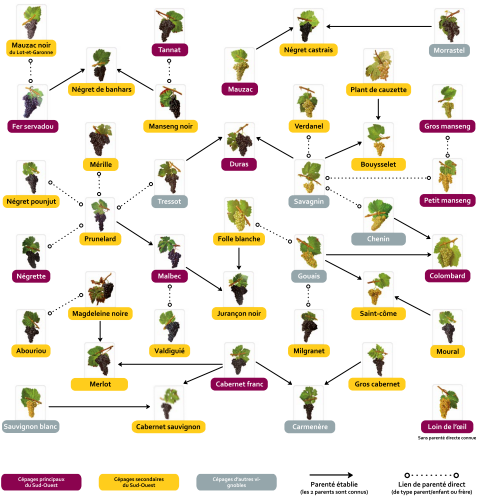
Les cépages des vins du Sud-Ouest, plus de 1000 ans d'histoire : les liens de parenté selon la recherche (IFV).

Dans le Sud-Ouest, une soixantaine de cépages sont obligatoires ou conseillés. La lecture de l'histoire de l'encépagement du Sud-Ouest donne un lien fédérateur : chaque AOC a ses cépages parfois uniques, mais leur appartenance à des familles de cépages donne généralement des assemblages avec dans chaque AOC, des représentants de plusieurs familles de cépages du Sud-Ouest.
Cépages principaux : 
- Abouriou : Originaire du Lot-et-Garonne, redevenu emblématique du vignoble marmandais après avoir été sauvegardé dans un conservatoire. Précoce, confère aux assemblages un profil particulier : note de fruité avec un goût charpenté du fait de l’adaptation au sol et au climat. Vins généreux, charnus et très aromatiques.
- Cabernet franc : originaire du Pays basque, présent dans la plupart des vignobles du Sud-Ouest, il se distingue par sa finesse, ses arômes épicés, et sa bonne aptitude au vieillissement.
- Colombard : présent dans les Côtes-de-Gascogne depuis le début du XXe siècle, il est utilisé pour la production d’eau-de-vie. Vinifié en blanc sec, il donne des vins expressifs  et acidulés aux arômes de pamplemousse.
- Côt (ou malbec) : cépage emblématique de l’appellation Cahors, il produit des vins rouges puissants aux arômes de fruits noirs, pouvant tendre vers la truffe au vieillissement.
- Duras : originaire de Gaillac, autrefois présent en Ariège, il donne des vins colorés et souples aux arômes poivrés.
- Fer servadou : trait d’union des vignobles du Sud-Ouest, il donne des vins tanniques et typés, avec une palette aromatique qui va du poivron aux notes de cassis.
- Gros manseng : originaire du Pays basque, présent dans tout le piémont pyrénéen, il donne des vins moelleux ou secs aux arômes de fruits exotiques, avec un bon niveau d’acidité.
- Loin de l'œil : originaire de Gaillac, il tire son nom du fait que les grappes poussent loin du bourgeon (l’œil). Il donne des vins secs aux arômes de fruits jaunes et des vins moelleux concentrés.
- Mauzac : originaire de Gaillac, ce cépage polyvalent est utilisé pour élaborer des vins effervescents, moelleux et des blancs secs aux arômes typiques de pomme verte.
- Négrette : emblématique du vignoble de Fronton, elle donne des vins rosés et rouges aux arômes de violette et de réglisse.
- Petit manseng : originaire des Pyrénées-Atlantiques, il permet d’élaborer des vins doux ou liquoreux très aromatiques pouvant développer des arômes de truffe au vieillissement.
- Prunelard : autrefois très répandu, il a failli disparaître mais connaît un regain d’intérêt dans les vignobles de Gaillac et de Marcillac. Peu productif, il donne des vins colorés, concentrés, aux arômes de fruits mûrs et de poivre.
- Tannat : originaire du piémont pyrénéen, il forge le caractère des vins de Madiran et de Saint-Mont, des vins rouges charpentés, riches en polyphénols et aptes au vieillissement. Les nouvelles techniques de vinification permettent d’élaborer des vins rouges souples et fruités.

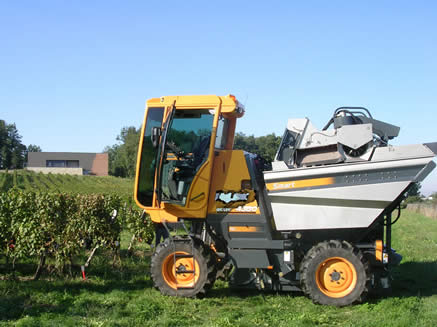
Vendange mécanique

D'autres cépages locaux : 
- Arrufiac
- Baco blanc
- Baroque
- Clairette
- Courbu
- Folle blanche
- Jurançon blanc
- Jurançon noir
- Muscadelle
- Négret de banhars
- Ondenc
- Petit manseng
- Portugais bleu
- Pounjut
- Raffiat de Moncade
- Saint-Côme
- Sauvignon blanc
- Sémillon
- Ugni blanc
- Valdiguié

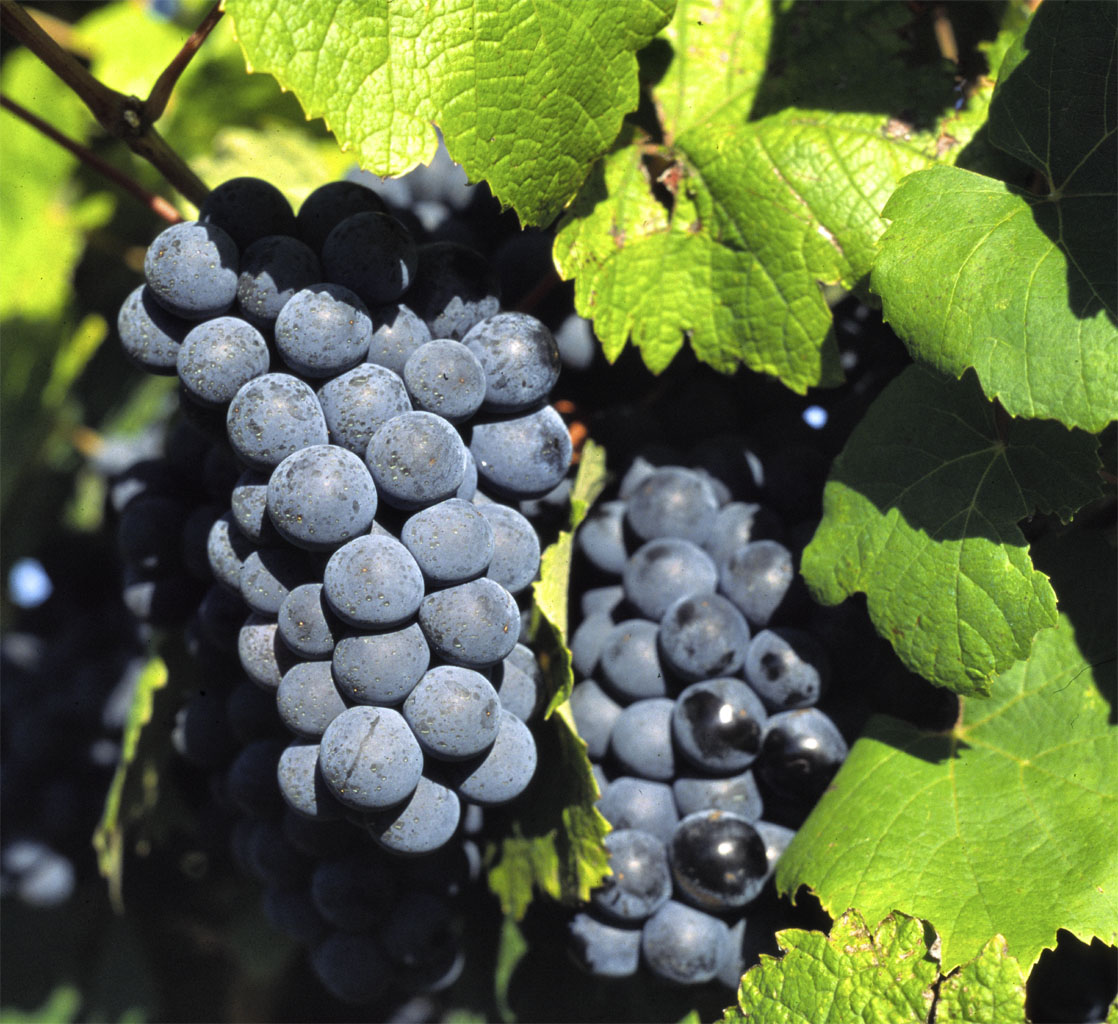
Duras N.
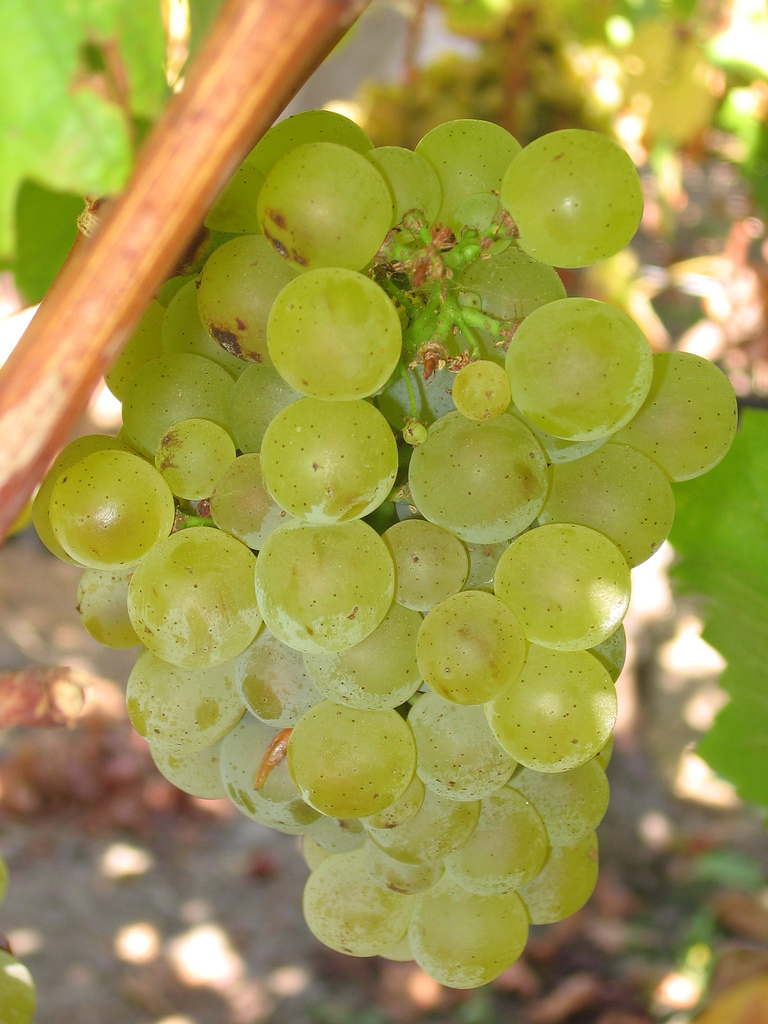
Sauvignon B.
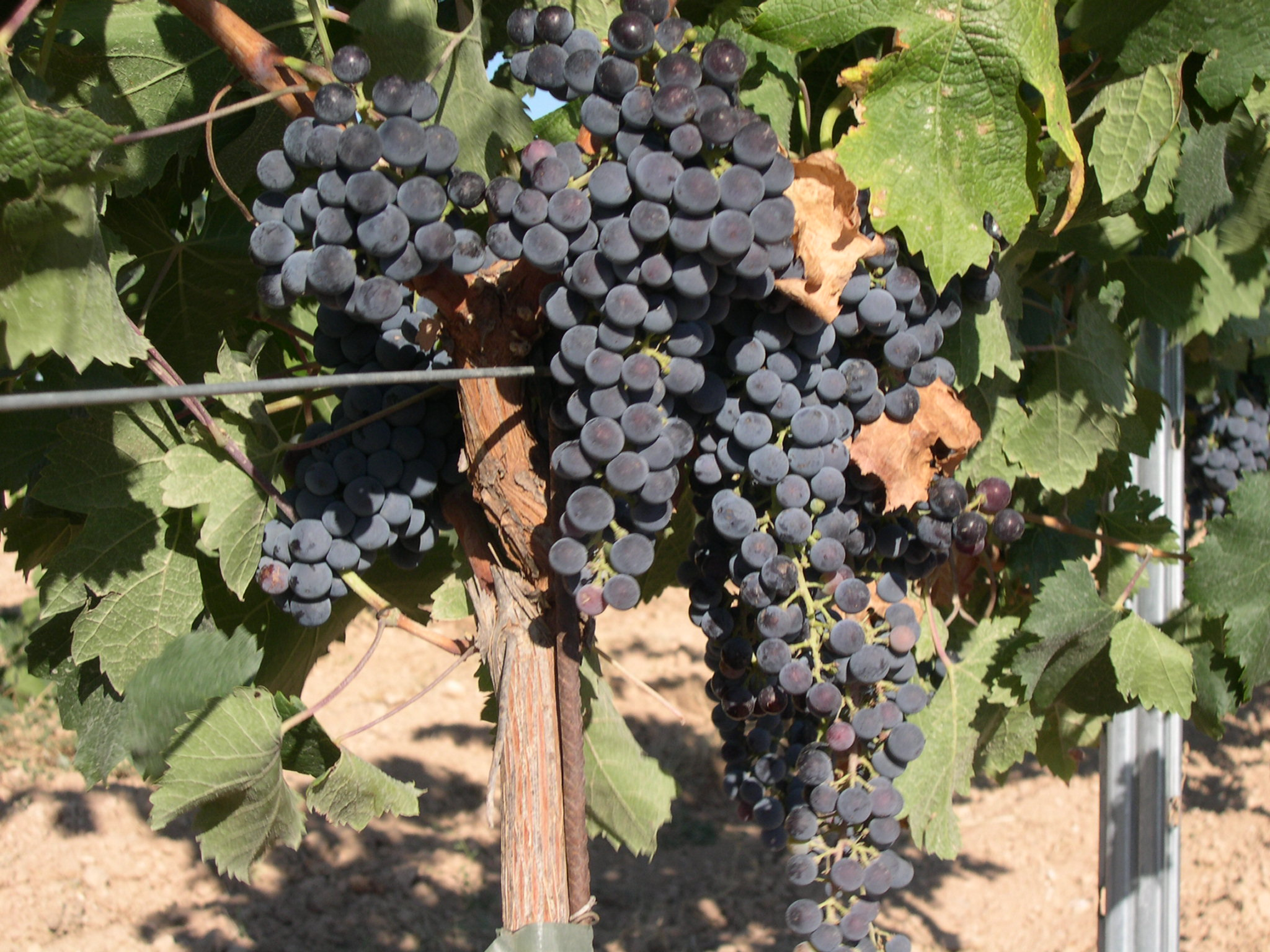
Merlot N.
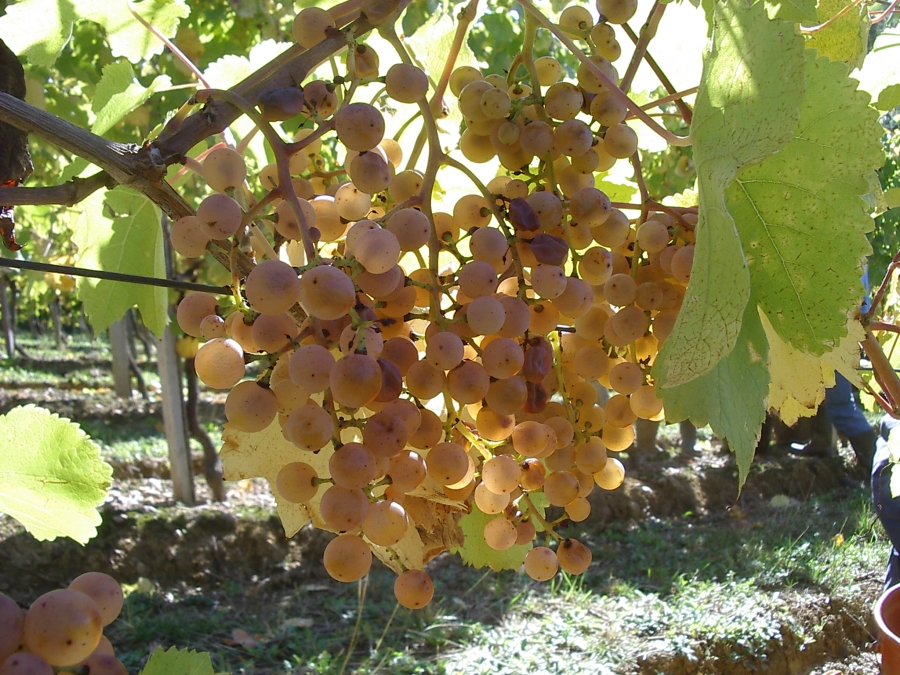
Petit manseng B.

## Liste des zones viticoles

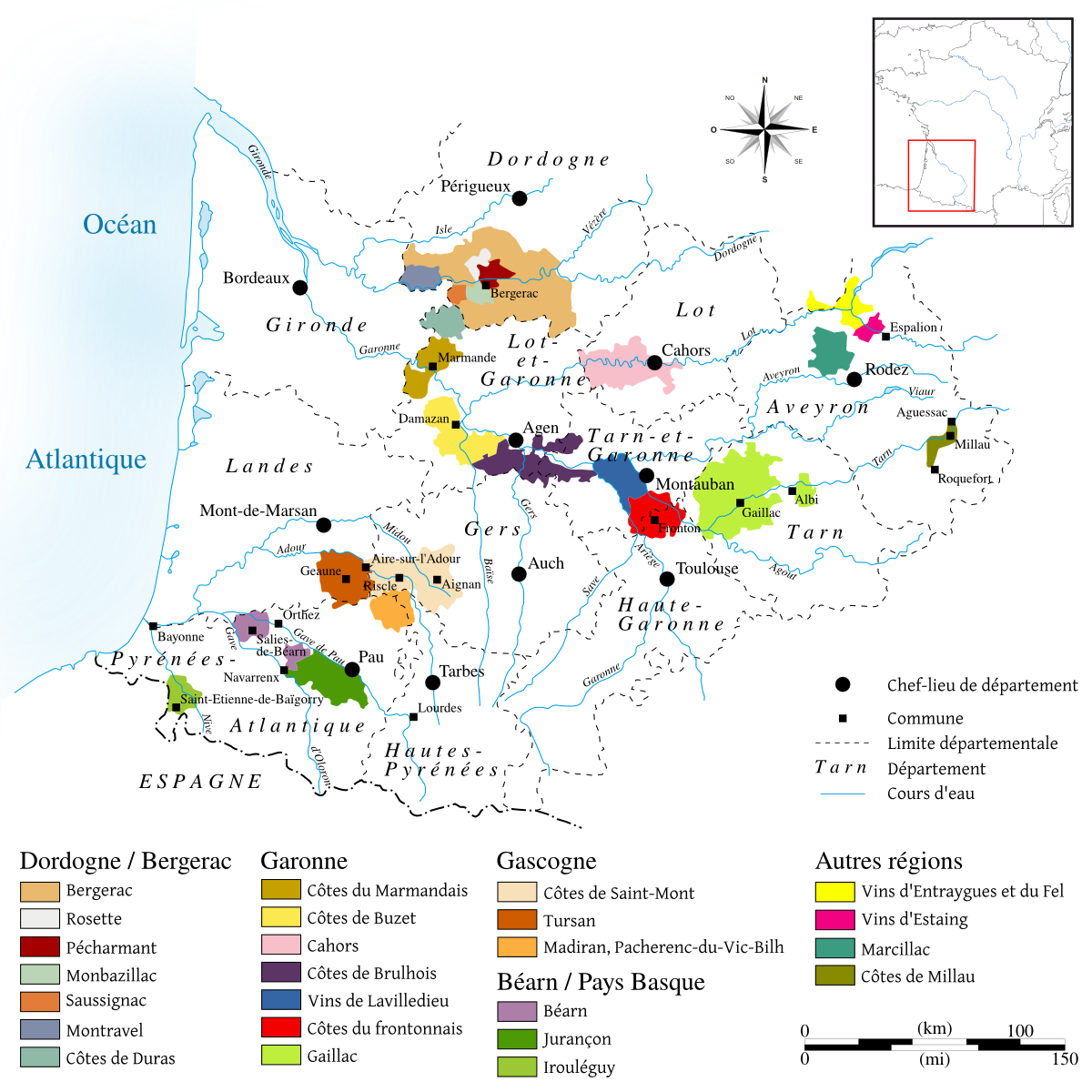
Vignobles du Sud-Ouest.

Comme l'ont montré Guy Lavignac et Pierre Casamayor, le vignoble du Sud-Ouest est relié par les chemins de Saint-Jacques-de-Compostelle. L'existence de ce lien historique explique la diffusion des cépages issus des Pyrénées (transportés par les pèlerins sur le chemin du retour) ainsi que l'existence de valeurs typiques du Sud-Ouest et communes à l'ensemble des identités culturelles le composant (basques, béarnais, landais, gascons, aveyronnais…). Toutefois, malgré cette cohérence géographique et historique, il est possible de distinguer plusieurs sous-ensembles ou zones viticoles homogènes.
Il est à noter qu'une dénomination IGP régionale couvre l'ensemble du bassin viticole Sud-Ouest : comté-tolosan. Les vins concernés peuvent faire figurer sur l'étiquetage, des mentions géographiques complémentaires.

### Les vignobles du haut-pays
Ce sont des vignobles de terrasses des vallées de la Garonne et de la Dordogne. Les vignes ont colonisé les terrasses les plus fertiles et les mieux drainées, ainsi que les premiers coteaux, délaissant les causses trop secs et infertiles. Du nord au sud se distinguent quatre zones autour de quatre cours d'eau.

#### LaDordogneet le vignoble de Bergerac
Autour de la ville de Bergerac, sur les deux rives de la Dordogne, est implantée la surface la plus vaste : le vignoble de Bergerac est composé des AOC régionales Bergerac et Côtes-de-Bergerac. Sept AOC locales distinguent des terroirs plus restrictifs: Montravel, Haut-Montravel, Côtes-de-Montravel, Monbazillac, Pécharmant, Rosette et Saussignac. Deux dénominations IGP sont aussi produites : Périgord et Atlantique.

#### LaGaronne
En remontant le fil du fleuve vers le sud-est, on trouve l'AOC Côtes-du-Marmandais et sa voisine le Duras sur la rivière Drot, affluent de la Garonne, puis Buzet et le Brulhois, le tout dans le département de Lot-et-Garonne. Deux vins IGP sont produits dans cette zone : Agenais et Thézac-Perricard.
Plus en amont, se trouve le vignoble du département de Tarn-et-Garonne avec les AOC Fronton et Saint Sardos entre Tarn et Garonne, et une partie de l'AOC Coteaux-du-quercy. Au chapitre des IGP, il convient de mentionner Lavilledieu.

#### LeLot
Cette longue rivière voit s'épanouir de nombreuses vignes, réparties entre l'AOC Cahors, l'AOC Coteaux-du-quercy et les IGP Côtes-du-Lot et Coteaux-de-Glanes dans le département du Lot, puis les AOC d'Entraygues-le-fel et d'Estaing en Aveyron.

#### LeTarn

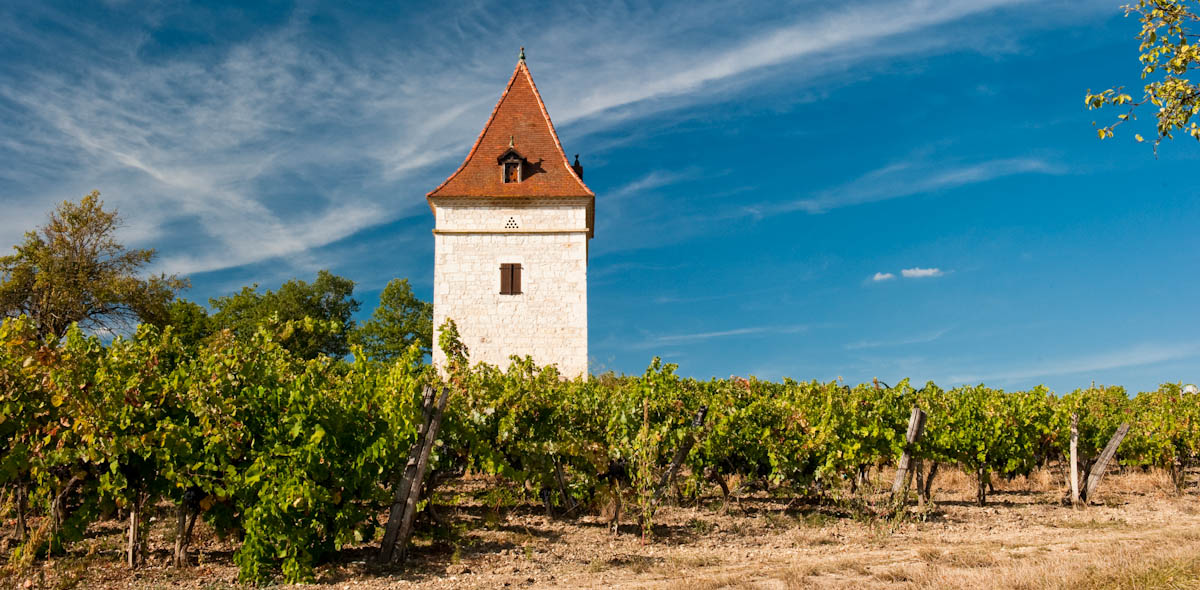
Pigeonnier dans les vignes près de Gaillac

En remontant cette rivière se trouve le vignoble tarnais avec l'AOC Gaillac et l'IGP Côtes-du-Tarn. Dans le département de l'Aveyron, le Tarn draine le vignoble AOC des Côtes-de-Millau. Au nord de cette rivière se trouve un des rares vignoble non associé avec une rivière, l'AOC Marcillac et aussi l'IGP Aveyron.

### Vignoble du piémont pyrénéen

#### Coteaux deGascogne
Cette vaste région est plantée d'un vignoble très étendu et varié. La tradition ancienne en faisait un vignoble de vin de chaudière pour la production d'eau-de-vie d'Armagnac et la mistelle qui lui est associée, le floc-de-gascogne, lui aussi en AOC. Le déclin de cette production a conduit des producteurs à se reconvertir en vin IGP ; ils peuvent revendiquer les dénominations IGP côtes-de-gascogne et Gers.
Plus au sud, à la limite des Pyrénées se trouve une zone de haute qualité, comportant trois AOP : Madiran en rouge, Pacherenc du Vic-Bilh en blanc et Saint-Mont en rouge, blanc et rosé.

#### Les Landes
Une AOC (depuis 2012), Tursan, et l'IGP Landes concernent ce département.

#### Vignoble pyrénéen
Trois AOC sont implantées dans cette zone : Béarn, Jurançon et Irouléguy, complétées par une IGP : Ariège.

## Quelques chiffres[9]
| Appellation           | Superfície (hectares) | Volume (hectolitres) |
| --------------------- | --------------------- | -------------------- |
| Cahors                | 3 434                 | 187 803              |
| Gaillac               | 3 059                 | 140 315              |
| Buzet                 | 2 091                 | 115 000              |
| Fronton               | 1 400                 | 67 421               |
| Côtes-du-Marmandais   | 1 314                 | 67 000               |
| Jurançon              | 1 266                 | 45 577               |
| Saint-Mont            | 977                   | 53 463               |
| Madiran               | 1 169                 | 53 729               |
| Tursan                | 319                   | 16 161               |
| Béarn                 | 194                   | 9 876                |
| Coteaux du Quercy     | 182                   | 8 528                |
| Pacherenc du Vic-Bilh | 282                   | 9 832                |
| Brulhois              | 124                   | 6 126                |
| Marcillac             | 196                   | 8 565                |
| Irouléguy             | 228                   | 6 303                |
| Saint-Sardos          | 77                    | 3 404                |
| Côtes-de-Millau       | 51                    | 2 502                |
| Entraygues - Le Fel   | 19                    | 701                  |
| Estaing               | 13                    | 434                  |
| Côtes-de-Gascogne     | 12 182                | 1 063 138            |
| Côtes-du-Tarn         | 2 443                 | 179 029              |
| Comté Tolosan         | 1 623                 | 119 978              |
| Côtes-du-Lot          | 722                   | 60 760               |
| Landes                | 383                   | 21 619               |
| Agenais               | 182                   | 9 595                |
| Gers                  | 43                    | 3 456                |
| Thézac-Perricard      | 74                    | 4 575                |
| Coteaux de Glanes     | 40                    | 2 819                |
| Ariège                | 53                    | 1 975                |
| Aveyron               | 45                    | 1 313                |
| Lavilledieu           | 8                     | 397                  |
| Bergerac              | 6 299                 | 320 681              |
| Côtes-de-Bergerac     | 1 566                 | 69 634               |
| Côtes-de-Duras        | 1 367                 | 76 338               |
| Côtes-de-Montravel    | 51                    | 1 921                |
| Haut-Montravel        | 5                     | 105                  |
| Monbazillac           | 2159                  | 52 976               |
| Montravel blanc       | 130                   | 6 096                |
| Rosette               | 25                    | 1 049                |
| Pécharmant            | 369                   | 15 621               |
| Saussignac            | 20                    | 198                  |
| Dordogne              | 238                   | 14 341               |
| Atlantique            | 166                   | 14 850               |

## Les vins
Qu'ils soient rouges, rosés ou blancs, secs, moelleux ou effervescents, les vins du Sud-Ouest offrent une large palette aromatique. De la vivacité des côtes-de-Gascogne au velouté de certains gaillac, des arômes des frontons jusqu'au corsé des madirans, ils ont des caractères complémentaires qui permettent de les apprécier de l'apéritif jusqu'au dessert.

### Les arômes caractéristiques
Grâce aux travaux de recherche de l'Institut Français de la Vigne et du Vin (IFV), les avancées scientifiques en matière analytique permettent aujourd’hui de doser un grand nombre de molécules odorantes des vins et/ou leurs précurseurs dans le raisin. Plusieurs composés « positifs » ont ainsi été identifiés au cours des dernières années comme marqueurs des vins du Sud-Ouest :
- Le 3-mercaptohexanol et l’acétate de 3-mercaptohexyle sont responsables des arômes de pamplemousse et de fruits exotiques des vins de colombard, de gros manseng et de sauvignon. On retrouve ces molécules dans de nombreux autres vins de cépages.
- La β-ionone contribue aux notes de violette et de cassis des vins de négrette.
- La rotundone est responsable des notes poivrées des vins de duras.
- Le sulfure de diméthyle confère  des arômes de truffes aux vins de petit manseng et gros manseng doux ou moelleux ainsi qu’aux vins rouges de malbec.

Ainsi, les récents développements sur l’analyse des arômes et leurs facteurs d’influence permettent aujourd’hui d’optimiser le bouquet exceptionnel des variétés autochtones.
- Pamplemousse : ces arômes caractéristiques que l’on trouve dans les vins blancs de colombard (Côtes-de-Gascogne) sont dus à une molécule dénommée 3-mercaptoxanol. Présente dans la peau des raisins sous la forme de précurseurs, elle est libérée pendant la fermentation sous l’action de la levure. Elle contribue également aux arômes des vins rosés de négrette (Fronton), de malbec (Côtes-du-Lot) et parfois à ceux des vins blancs de gros manseng (Côtes-de-Gascogne).
- Bourgeon de cassis et cassis : le composé responsable des arômes de bourgeon de cassis et poivron dans les vins rouges de cabernet franc du piémont pyrénéen, de fer servadou (Gaillac, Irouléguy et Marcillac) mais aussi de cabernet sauvignon, porte le nom de 3-isobutyl-2-méthoxypyrazine. Avec la chaleur et le soleil du Sud-Ouest, le bouquet des vins évolue vers des notes typiques de cassis.
- Truffe : au vieillissement, les vins doux ou liquoreux de petit et gros manseng (Côtes-de-Gascogne, Côtes-du-Lot, Pacherenc du Vic-Bilh, Irouléguy et Saint-Mont) ainsi que les vins rouges de malbec (Cahors) peuvent développer des arômes de truffe, dus à une molécule dénommée sulfure de diméthyle. Elle contribue, lorsqu’elle est présente en faible quantité, au fruité des vins.
- Violette : les arômes de violette, typiques des vins rouges de négrette (Fronton) sont dus à la bêta-ionone. En enlevant les feuilles et en exposant les grappes aux rayons du soleil, les viticulteurs favorisent son accumulation dans les raisins. En raison de modifications génétiques sur les récepteurs sensoriels, certaines personnes sont incapables de sentir ce composé.
- Poivre noir : la rotundone est responsable des arômes de poivre noir, identifiables dans les vins rouges de duras, de prunelard (Gaillac) et parfois dans ceux de négrette (Fronton). Cette molécule a été découverte en 2008 par une équipe de recherche australienne. 20 % des dégustateurs sont incapables de la sentir. Les millésimes frais et pluvieux sont particulièrement favorables à son accumulation dans les raisins.
- Noix de coco : les notes de coco dans les vins sont associées à l’élevage ou au vieillissement en fûts. Les molécules responsables sont deux whiskylactones que l’on retrouve surtout dans les barriques élaborées avec des merrains de chêne peu chauffés. On rencontre ces arômes dans la plupart des vins de garde élaborés dans le Sud-Ouest.
- Banane : la principale molécule associée aux arômes de banane est l’acétate d’isoamyle, souvent associée à l’utilisation de levures spécifiques. Ce composé participe au bouquet des vins rouges primeurs (Gaillac, Côtes-du-Lot) et de la plupart des vins blancs et rosés du Sud-Ouest.

### Millésimes
Ils sont notés : année exceptionnelle , grande année , bonne année ***, année moyenne **, année médiocre *, pas de données ---.

#### Vins rouges
| Caractéristiques                                   |                    |                    |      |             | Article de qualité | ***  | **                 | ***                | Bon article | Bon article |
| Millésimes 2000                                    | 2009               | 2008               | 2007 | 2006        | 2005               | 2004 | 2003               | 2002               | 2001        | 2000        |
| Caractéristiques                                   | · (à confirmer)    | ***                | **   | ***         | Bon article        | ***  | ***                | Bon article        | Bon article | ***         |
| Millésimes 1990                                    | 1999               | 1998               | 1997 | 1996        | 1995               | 1994 | 1993               | 1992               | 1991        | 1990        |
| Caractéristiques                                   | ***                | Bon article        | ***  | ***         | Bon article        | ***  | ***                | *                  | ***         | Bon article |
| Millésimes 1980                                    | 1989               | 1988               | 1987 | 1986        | 1985               | 1984 | 1983               | 1982               | 1981        | 1980        |
| Caractéristiques                                   | Article de qualité | Article de qualité | ***  | Bon article | Article de qualité | *    | Article de qualité | Article de qualité | ---         | ---         |
| Sources : Le guide hachette des vins 2010, page 45 |                    |                    |      |             |                    |      |                    |                    |             |             |

#### Vins blancs doux
| Caractéristiques                                   | · (à confirmer)    | **                 | ***         | Bon article | Article de qualité | Bon article | Article de qualité | ***         | Article de qualité | ***                |
| Millésimes 1990                                    | 1999               | 1998               | 1997        | 1996        | 1995               | 1994        | 1993               | 1992        | 1991               | 1990               |
| Caractéristiques                                   | *                  | ***                | Bon article | ***         | Bon article        | Bon article | ***                | ---         | ---                | Article de qualité |
| Millésimes 1980                                    | 1989               | 1988               | 1987        | 1986        | 1985               | 1984        | 1983               | 1982        | 1981               | 1980               |
| Caractéristiques                                   | Article de qualité | Article de qualité | ---         | Bon article | Article de qualité | ---         | Article de qualité | Bon article | Bon article        | ***                |
| Sources : Le guide hachette des vins 2010, page 45 |                    |                    |             |             |                    |             |                    |             |                    |                    |

### Sites internet
- Site officiel des Vignobles du Sud-Ouest
- Site officiel de l'Institut Technique de la Vigne et du Vin Pôle Sud-Ouest
- Site officiel des Vins de Gaillac
- Site officiel des Vins de Cahors
- Site officiel des Vins des Côtes de Gascogne
- Site officiel des vins de Madiran et de Pacherenc du Vic-Bilh
- Site officiel des vins de Fronton
- Site officiel des vins de Saint Mont
- Site officiel des vins des Côtes du Marmandais
- Site officiel des vins des Coteaux du Quercy
- Site officiel des vins d'Aveyron
- Site officiel des Vins de Bergerac

### Vidéos
- [vidéo] « Le Sud Ouest » sur Voyage, 2001, 52 min.